# Kurt-Werner Schulz
Pour les articles homonymes, voir Schulz.
Kurt-Werner Schulz est la dernière victime recensée du Rideau de fer durant la Guerre froide.

## Biographie

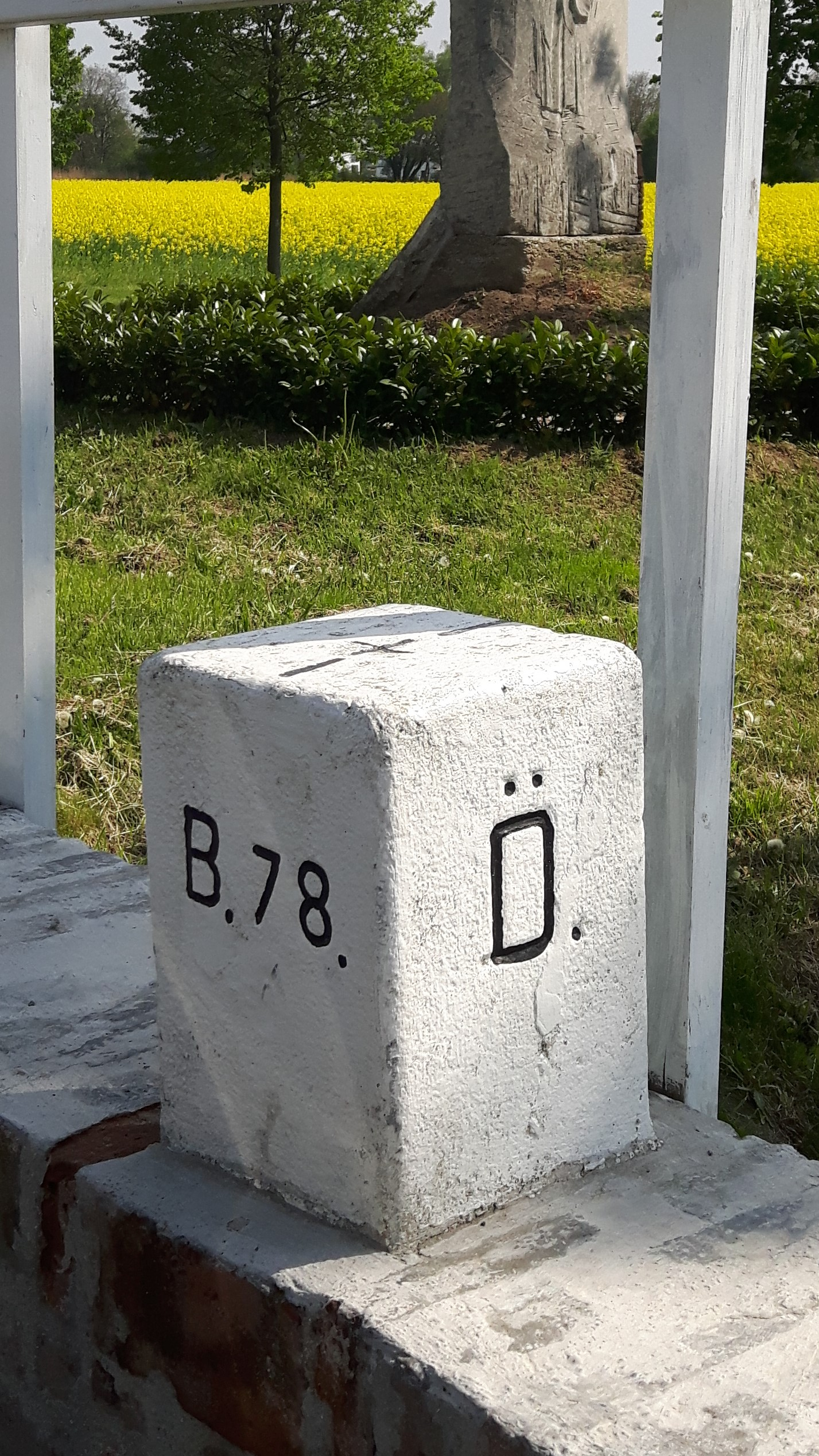
Borne en hommage à Kurt-Werner Schulz à Lutzmannsburg.

Kurt-Werner Schulz est né le 25 juillet 1953 à Falkenstein/Vogtl. et mort le 21 aout 1989 à Lutzmannsburg. Il était architecte à Weimar.
Dans la nuit du 21 au 22 août 1989, Kurt-Werner Schulz essaie avec sa compagne Gundula Schafitel et leur fils Johannes de passer en Autriche entre les bornes B 80/3 et B 80/4. Un jeune garde-frontière hongrois découvre et abat Schulz.
Avec Chris Gueffroy et Winfried Freudenberg, dernières victimes du mur de Berlin, Kurt-Werner Schulz est considéré comme l'ultime victime du Rideau de fer. Il meurt le 21 août 1989 en fin de soirée, sous les yeux de sa femme et de son fils. Le destin de Kurt-Werner Schulz et de sa famille est rappelé au Musée Européen pour la Paix du Château de Schlaining

## Sources
- (de) Cet article est partiellement ou en totalité issu de l’article de Wikipédia en allemand intitulé « Kurt-Werner Schulz » (voir la liste des auteurs).